# Pachycostasaurus
Pachycostasaurus (que significa 'lagarto de costillas gruesas') es un pliosauroide extinto de la formación Oxford Clay de Peterborough, Inglaterra.

## Descripción
La especie tipo, P. dawni, está representada por un solo espécimen casi completo (PETMG R338) que tenía aproximadamente 3,1 metros de longitud. Tenía un torso robusto en forma de barril, un cuello relativamente corto y aletas pequeñas, lo que indica que no era un nadador ágil.

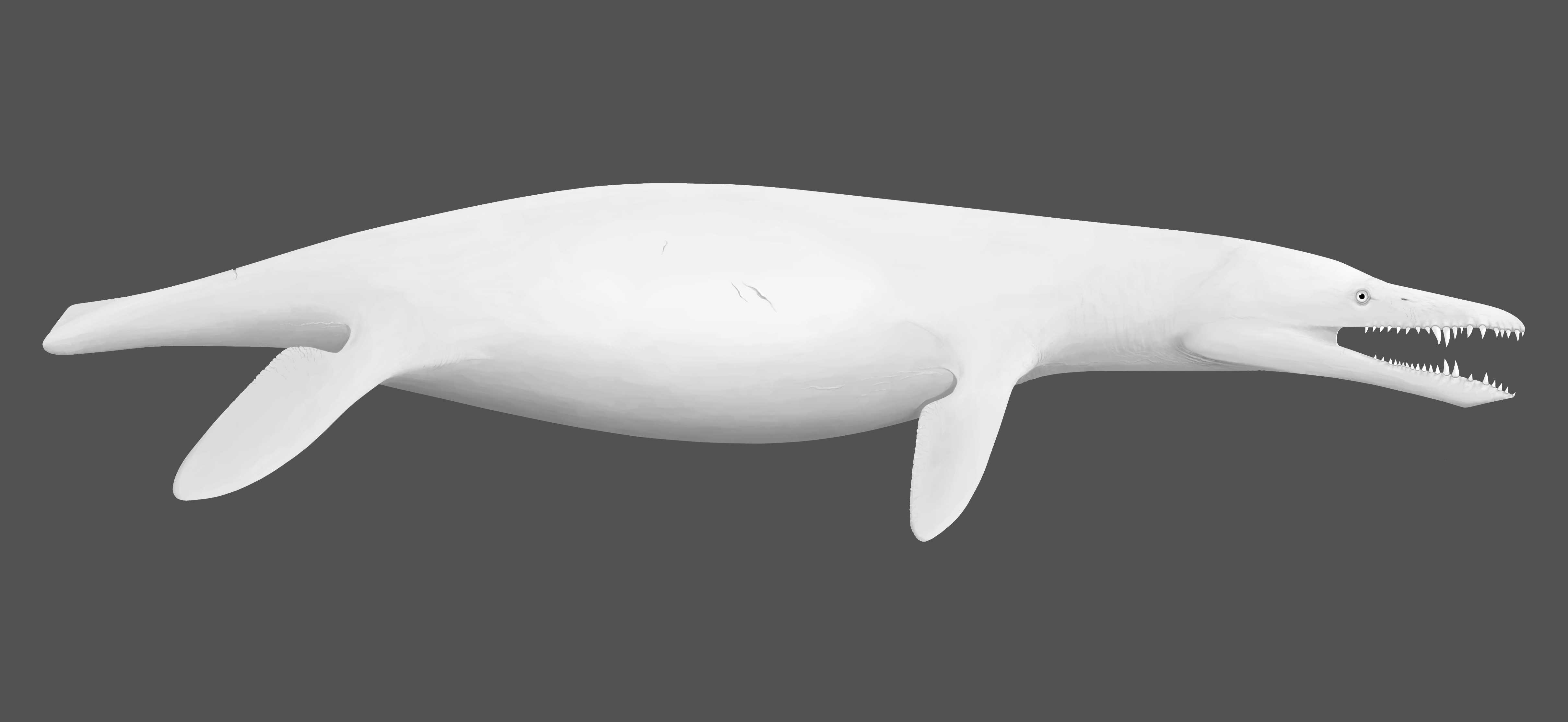
Reconstrucción de Pachycostasaurus.

El espécimen holotípico poseía cinco pares de dientes gruesos y cónicos en la sínfisis mandibular (cuya longitud es una característica clara del género en comparación con otros pliosauridos contemporáneos como Simolestes y Liopleurodon). Su cabeza era aproximadamente el 20% de la longitud total del cuerpo, pequeña para la mayoría de los pliosauridos. El espécimen tenía un conteo vertebral cervical de al menos 13, estas vértebras tenían centros acortados y un canal neural agrandado, que no estaban muy osificados, excepto en la región de la columna neural (las espinas neurales mismas no estaban fusionadas al centro, lo que sugiere que el espécimen no estaba completamente desarrollado; sin embargo, esto también podría ser un rasgo paedomórfico). Las costillas cervicales eran acortadas y engrosadas, así como de doble cabeza.
Los húmeros de Pachycostasaurus eran cortos, pequeños en comparación con el tamaño de su cuerpo y de construcción ligera.

## Paleobiología
Pachycostasaurus probablemente era un depredador bentónico (poseía dientes afilados, robustos, cónicos, de sección transversal circular y muy estriados, pero carentes de carinas prominentes). El tamaño relativo y la forma de los dientes indican una dieta que va desde teutroides blandos, como belemnitas, hasta peces óseos y quizás algunos de los reptiles más grandes. Pachycostasaurus tenía un cráneo ligeramente construido, una sínfisis mandibular corta y bastante débil, y un lastre ventral para la estabilidad que habría resistido el giro. Por lo tanto, es dudoso si Pachycostasaurus fue un deprededador de giro como otros pliosauridos contemporáneos. Cruickshank, sugirió que la rareza del animal en la formación puede sugerir que Pachycostasaurus fuera alóctono, su hábitat normal habría sido un entorno costero o incluso de agua dulce, o por otro lado un entorno de aguas profundas.
Pachycostasaurus probablemente fue importante en su cadena alimentaria, ya que habría transferido recursos de la red alimentaria bentónica a la red alimentaria de la superficie a medida que surgía para respirar.